# Gustav Fraulo
Gustav Leone Fraulo (født 23. april 2005) er en dansk fodboldspiller, der spiller som midtbanespiller for den danske Superliga- klub Lyngby Boldklub .

## Klubkarriere

### FC Midtjylland
Fraulo er født og opvokset i Odense og startede sin karriere i den lokale fodboldklub, Odense Kammeraternes Sportsklub . Halvvejs gennem U14-året besluttede Fraulo og hans familie, at han skulle følge i sin storebrors fodspor, og skiftede i 2016 fra OKS til FC Midtjylland. Hans store talent blev også anerkendt internationalt, da han blev inviteret til at prøvetræne for den hollandske gigant Ajax i både 2018 og 2019.
Fraulo var en stor profil på Midtjyllands succesfulde ungdomshold i flere sæsoner, og i februar 2023 underskrev den 17-årige en ny treårig kontrakt med Midtjylland og rejste med førsteholdet til Portugal på træningslejr.  Blot fem måneder senere, i juni 2023, underskrev Fraulo en 5-årig kontraktforlængelse med Midtjylland. Han var i mellemtiden blevet indkaldt til seks kampe i den danske Superliga, men havde endnu ikke fået sin debut. 
En måned senere blev Fraulo sammen med holdkammeraterne Jonathan Lind og Mads Nybo lejet ud til Midtjyllands portugisiske partnerklub, CD Mafra .  Her spillede han regelmæssigt for klubbens U-23-hold, som deltog i den portugisiske Liga Revelação . Han spillede 15 kampe for Mafras U-23-hold i sin tid i klubben.

### Lyngby Boldklub
Den 30. januar 2024 blev det bekræftet, at Fraulo forlod Mafra med øjeblikkelig virkning, efter at have underskrevet en 4,5-årig kontrakt med den danske Superligaklub Lyngby Boldklub .  Fraulo debuterede den 3. marts 2024 i en Superliga-kamp mod Hvidovre, hvor han erstattede Casper Winther i det 84. minut. 
Den 2. august 2024 blev Fraulo udlejet til den danske 1. divisionsklub FC Roskilde for resten af 2024.  Han vendte tilbage til Lyngby i januar 2025.  Fraulo spillede 11 kampe for Roskilde, efter at have været fast spiller i hele sin lejeperiode.

## Personligt liv
Gustav Fraulo er den yngre bror til Oscar Fraulo, som også er professionel fodboldspiller.  

## Eksterne links
- Gustav Fraulo profil på Soccerway

- Gustav Fraulo i DBU's Landsholdsdatabase